# 226-та стрілецька дивізія (СРСР, I формування)
226-та стрілецька дивізія 1-го формування — радянська стрілецька дивізія часів Німецько-радянської війни, сформована в липні — серпні 1941 року в Запорізькій області.

## Історія
На початку війни у складі 6-ї армії Південного фронту, потім ряду армій Південно-Західного фронту брала участь у боях на річці Дніпрі на північний схід Дніпропетровська і під Полтавою. На 20 вересня 1941 року перебувала у складі 38-ї армії на харківському напрямі приблизно за 120 км на захід від Харкова. Пізніше вела бойові дії на бєлгородському і валуйсько-розсошанському напрямках.
У середині жовтня 1942 року включена в 66-ту (з квітня 1943 року 5-ту гвардійську) армію і в її складі брала участь у Сталінградській битві (з 17 липня 1942 року по 6 серпня 1942 року і з 18 жовтня 1942 року по 2 лютого 1943 року).
4 травня 1943 року перетворена в 95-ту гвардійську стрілецьку дивізію. Вела бої на Курській дузі. Брала участь у відвоюванні Лівобережної України, у Кіровоградській, Умансько-Ботошанській, Львівсько-Сандомирській, Сандомирсько-Сілезькій, Нижньо-Сілезькій, Верхньо-сілезькій, Берлінській і Празькій наступальних операціях.

## Склад
- 985-й, 987-й і 989-й стрілецький полки.
- 875-й (806-й) артилерійський полк.
- 329-й окремий винищувально-протитанковий дивізіон (з 30 січня 1942 року).
- 409-та зенітна артилерійська батарея (538 окремий зенітний артилерійський дивізіон).
- 348-ма розвідувальна рота.
- 553-й саперний батальйон.
- 625-й окремий батальйон зв'язку (до 9 вересня 1942 року).
- 153-тя окрема рота зв'язку (з 9 вересня 1942 року).
- 328-й медико-санітарний батальйон.
- 290-та окрема рота хімзахисту.
- 417-та автотранспортна рота.
- 298-та (717-та) польова хлібопекарня.
- 52-й (681-й) дивізійний ветеринарний лазарет.
- 986-та польова поштова станція.
- 833-та польова каса Держбанку[1].

## Відзнаки
За бойові заслуги удостоєна почесного найменування «Полтавська» (23 вересня 1943 року), нагороджена орденами Леніна, Червоного Прапора (за участь у відвоюванні Знам'янки й Олександрії), Суворова II ступеня, Богдана Хмельницького 2-го ступеня (за відвоювання Новоукраїнки).
14 тисяч її воїнів нагороджені орденами й медалями, 12 удостоєні звання Героя Радянського Союзу.

## Командування
Дивізією командували:
- 226-та стрілецька дивізія:
  - Чугунов Валентин Олексійович (15 липня 1941 року — 2 вересня 1941 року), полковник.
  - Сергієнко А. С. (до жовтня 1941 року), полковник.
  - Горбатов Олександр Васильович (3 вересня 1941 року — 21 червня 1942 року), комбриг, з 27 грудня 1941 року — генерал-майор.
  - Усенко Матвій Олексійович (22 червня 1942 року — 14 серпня 1942 року), полковник.
  - Нікітченко Микола Степанович (15 серпня 1942 року — 4 травня 1943 року), полковник, з 1 березня 1943 року — генерал-майор.
- 95-та гвардійська стрілецька дивізія:
  - Нікітченко Микола Степанович (4 травня 1943 року — 29 червня 1943 року), генерал-майор.
  - Ляхов Андрій Микитович (30 червня 1943 року — 19 вересня 1943 року), полковник.
  - Нікітченко Микола Степанович (20 вересня 1943 року — 5 листопада 1943 року), генерал-майор.
  - Олейніков Андрій Іванович (6 листопада 1943 року — 11 травня 1945 року), полковник, з 17 січня 1944 року — генерал-майор.